# Wildkust (Zuid-Afrika)

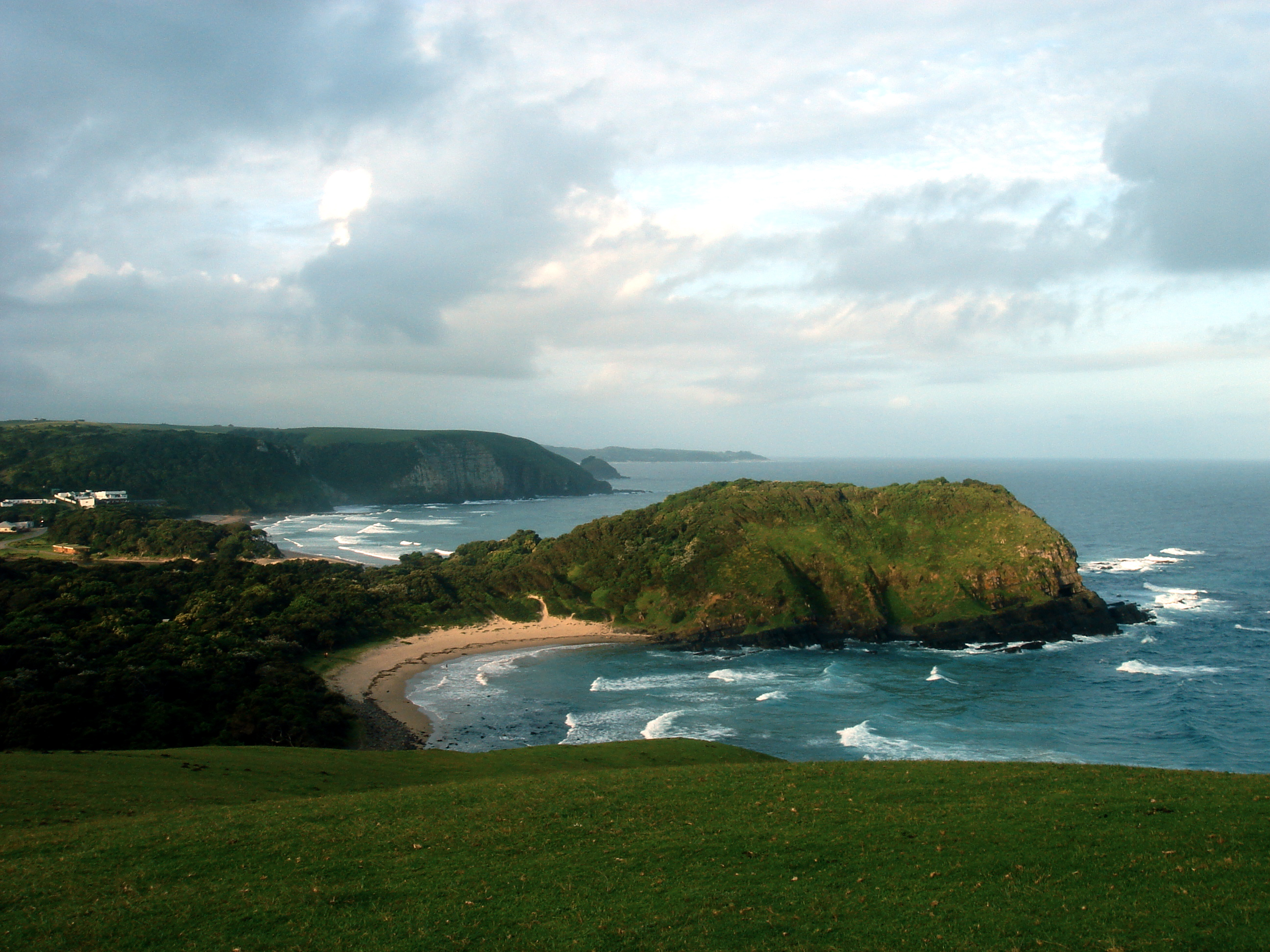
Hole in the Wall in Coffee Bay

De Wildkust (Afrikaans: Wildekus, Engels: Wild Coast) is een kuststreek in Zuid-Afrika. Het is een kuststrook van ongeveer 250 kilometer, die vanaf het zuiden vanaf Oost-Londen tot het zuiden van KwaZoeloe-Natal loopt. De naam verwijst naar het ongerepte natuurschoon langs de kust, maar kreeg een tweede betekenis door de vele schreepswrakken langs de kust.
De regio behoort traditioneel toe tot de Xhosabevolking. Veel bekende Zuid-Afrikaners, zoals Nelson Mandela en Thabo Mbeki groeiden er op.
De Wild Coast is bereikbaar via de N2 die door Oost-Londen en Port Shepstone loopt. Populaire toeristische bestemmingen zijn Port St Johns, Coffee Bay, Hole in the Wall, Qolora, Kei Mouth, Morgan Bay en Haga Haga. Die zijn meestal slechts bereikbaar via een secundaire (grind)weg vanaf de N2.

## Scheepswrakken
- São João (St. Johannes) nabij Port Edward
- São Bento 1554 bij de monding van de Mthatharivier
- Santo Alberto 1593 nabij Hole in the Wall
- Grosvenor 1782 nabij Lusikisiki
- O'Bell 1914 nabij Mendupunt
- Frontier III 1939 bij Shixinpunt
- Meliskerk 1943 bij Port St Johns
- Forres Bank 1958 bij Presleysbaai
- Jacaranda 1971 bij Qolora Mouth
- Oceanos 4 augustus 1991 nabij Coffee Bay